# 赤木洋勝
赤木 洋勝（あかぎ ひろかつ、1942年〈昭和17年〉6月10日 - 2020年〈令和2年〉8月6日）は、日本の薬学者。薬学博士。公衆衛生、環境衛生学の研究者。私設研究所「国際水銀ラボ」所長。メチル水銀をわずかな濃度で正確に計測できる「赤木方式」を開発した。

## 経歴
1942年に鹿児島県枕崎市に生まれる。鹿児島県立枕崎高等学校卒業。1966年 岐阜薬科大学卒業、同大学院薬学研究科進学、1968年 同大学院薬学研究科修了（薬学修士）。1976年 薬学博士（岐阜薬科大学、学位請求論文『水圏における水銀化合物の光化学的変換』。
1968年に厚生省入省、国立公衆衛生院（現国立保健医療科学院）。1976年 厚生省国立公衆衛生院主任研究官。カナダ国立科学研究所の客員研究員などを経て、1981年環境庁国立水俣病研究センター赴任。1992年 同国際総合研究部長。2001年、水俣で開催された第6回国際水銀会議の組織委員長を務める。2004年 環境省国立水俣病総合研究センター退官、私設研究所「国際水銀ラボ」を設立。インドネシア、ブラジル、タンザニア、中国、ベトナム、スロベニア、スウェーデン、カザフスタンなどでの水銀分析技術研修や調査、共同研究等を行う。
2020年8月6日、肺炎のため死去。

## 業績
従来の水銀濃度分析手法を改良した「赤木法」主開発者として知られる。2004年に環境省によって「水銀分析マニュアル」として編集された。国際的には高い評価を得ており、様々な分野で用いられている。